# Bencione di Empúries
Bencione, o Bencio (... – 916), è stato un nobile franco conte d'Empúries, dal 915 sino alla morte.

## Origine
Era figlio del conte d'Empúries e futuro conte di Rossiglione, Sunyer II  e della moglie, Ermengarda, di cui non si conoscono gli ascendenti, come risulta da un documento del 931, di una donazione del vescovo di Elne, Waldaldo assieme al conte Gausberto, fratello di Bencione, quest'ultimo viene citato assieme al padre, Sunyer II, alla madre Ermengarda al fratello, Elmerado, ed alla sorella, Arsinda.

## Biografia
Di Bencione si hanno scarse notizie.
Suo padre era divenuto Conte di Empúries a seguito della nomina ricevuta dal re dei Franchi occidentali, Carlo il Calvo, dopo la ribellione di Unifredo.
Nell'899, alla morte di Mirone, suo padre, Sunyer II, era divenuto anche conte delRossiglione, unificandolo alla contea di Empuries.
Alla morte di Sunier II, nel 915, nel Rossiglione, gli succedette il figlio maggiore, Gausberto I, mentre, nella contea di Empuries, gli succedette il secondogenito, Bencione.
Bencione morì circa un anno dopo, infatti il 1º settembre 916 suo fratello, Elmerado, vescovo di Elne, consacrò una chiesa alla memoria di Bencione. Bencione morì senza eredi, la contea di Empuries passò a suo fratello,  Gausberto, conte di Rossiglione.

## Matrimonio e discendenza
Bencione aveva sposato l'unica figlia del Conte di Rossiglione, Mirone, Gotlana, come risulta dal documento LXVI della Marca Hispanica sive Limes Hispanicus, in cui Bencione fa una donazione anche a nome della moglie (Godlanae) alla chiesa di Elne. Da Gotlana, Bencione non aveva avuto figli. Di Bencione non si conoscono altri discendenti.

### Fonti primarie
- (LA)  Histoire générale de Languedoc, Tomus V Preuves.

### Letteratura storiografica
- René Poupardin, I regni carolingi (840-918), in «Storia del mondo medievale», vol. II, 1999, pp. 583–635
- (LA)  Marca Hispanica sive Limes Hispanicus, 1688.